# Çaloire
Çaloire là một xã trong tỉnh Loire miền trung nước Pháp.